# Nordjemen i olympiska sommarspelen 1984
Nordjemen deltog i de olympiska sommarspelen 1984 med en trupp, men ingen av landets deltagare erövrade någon medalj.

## Friidrott
Herrarnas 5 000 meter
- Ali Al-Ghadi
  - Heat — 16:06,58 (→ gick inte vidare)